# Agustín Doffo
Agustín Doffo (Oliva, Provincia de Córdoba, Argentina, 25 de mayo de 1995) es un futbolista argentino. Juega como centrocampista en el N. K. Olimpija Ljubljana de la Primera Liga de Eslovenia.

## Trayectoria

### Infancia e inferiores
Nacido en Oliva, Córdoba, Doffo se une a la juvenil de Vélez Sarsfield en 2010. Debuta en primera bajo las órdenes de Miguel Ángel Russo el 23 de mayo de 2015, entrando como sustituto de Nicolás Delgadillo en la victoria de visita por 3 a 1 contra Club Atlético Banfield por la Superliga Argentina, además en dicho encuentro proporcionó una asistencia para el último gol de Mariano Pavone.

### Vélez Sarsfield
En el año 2015 fue la temporada que más encuentros disputó en El Fortín, cerca de 18 partidos incluyendo Superliga y Copa Argentina. En la temporada 2016 con el técnico Christian Bassedas solo disputa 2 encuentros de liga, contra Sarmiento y Argentinos Juniors.

### Villarreal C. F.
Luego de la poca continuidad que tenía en Vélez Sarsfield fue enviado a préstamo por una temporada al Villarreal para jugar en su filial, el club tendría la potestad de quedarse en propiedad con los servicios del argentino acometiendo el pago de una asequible cláusula de recompra que rondaba los 2,5 millones de euros. En el conjunto español disputó solo 4 encuentros y logró convertir su primer gol como profesional en un partido contra el Atlético Saguntino válido por la Segunda División B de España.

### Chapecoense
Luego de su paso por Europa retorna a Vélez sin embargo no lo tuvieron en cuenta y nuevamente partió a préstamo, esta vez a Chapecoense, en el club brasileño es donde ha logrado un buen rendimiento en el fútbol, disputó 15 partidos convirtiendo 3 tantos.

### O'Higgins
El 16 de enero de 2019 es confirmado como nuevo jugador del Club Deportivo O'Higgins de Chile, club que juega en la máxima categoría, en calidad de préstamo por una temporada.

## Clubes
| Club                     | País                 | Año       |
| ------------------------ | -------------------- | --------- |
| C. A. Vélez Sarsfield    | Argentina            | 2015-2016 |
| Villarreal C. F. "B"     | España               | 2016-2017 |
| Chapecoense              | Brasil               | 2018      |
| O'Higgins                | Chile                | 2019      |
| C. A. Colón              | Argentina            | 2020      |
| F. K. Tuzla City         | Bosnia y Herzegovina | 2020-2022 |
| N. K. Olimpija Ljubljana | Eslovenia            | 2022-     |

## Estadísticas
Estadísticas actualizadas hasta el 13 de octubre de 2019.
| Club | Temporada     | Div.          | Liga  | Liga  | Copas nacionales(1) | Copas nacionales(1) | Copas internacionales(2) | Copas internacionales(2) | Total | Total |
| Club | Temporada     | Div.          | Part. | Goles | Part.               | Goles               | Part.                    | Goles                    | Part. | Goles |
| --- | ------------- | ------------- | ----- | ----- | ------------------- | ------------------- | ------------------------ | ------------------------ | ----- | ----- |
| C. A. Vélez Sarsfield Argentina | 2014-15       | 1.ª           | 17    | 0     | 3                   | 0                   | 0                        | 0                        | 20    | 0     |
| C. A. Vélez Sarsfield Argentina | 2016          | 1.ª           | 2     | 0     | 0                   | 0                   | 0                        | 0                        | 2     | 0     |
| C. A. Vélez Sarsfield Argentina | Total club    | Total club    | 19    | 0     | 3                   | 0                   | 0                        | 0                        | 22    | 0     |
| Villarreal C. F. "B" · España | 2016-17       | 2.ª B         | 5     | 1     | 0                   | 0                   | 0                        | 0                        | 5     | 1     |
| Villarreal C. F. "B" · España | Total club    | Total club    | 5     | 1     | 0                   | 0                   | 0                        | 0                        | 5     | 1     |
| Chapecoense · Brasil | 2018          | 1.ª           | 15    | 3     | 1                   | 0                   | 0                        | 0                        | 16    | 3     |
| Chapecoense · Brasil | Total club    | Total club    | 15    | 3     | 1                   | 0                   | 0                        | 0                        | 16    | 3     |
| O'Higgins · Chile | 2019          | 1.ª           | 18    | 1     | 2                   | 0                   | 0                        | 0                        | 20    | 1     |
| O'Higgins · Chile | Total club    | Total club    | 18    | 1     | 2                   | 0                   | 0                        | 0                        | 20    | 1     |
| Total carrera | Total carrera | Total carrera | 57    | 5     | 6                   | 0                   | 0                        | 0                        | 63    | 5     |
| (1)Incluye datos de la Copa Argentina, Copa de Brasil, Copa Chile. (2)Incluye datos de la Copa Libertadores de América y Copa Sudamericana. |               |               |       |       |                     |                     |                          |                          |       |       |

### Resumen estadístico
|                               | Partidos | Goles |
| ----------------------------- | -------- | ----- |
| Primera División de Argentina | 19       | 0     |
| Serie A de Brasil             | 15       | 3     |
| Primera División de Chile     | 16       | 1     |
| Segunda División B de España  | 5        | 1     |
| Copa Argentina                | 3        | 0     |
| Copa de Brasil                | 1        | 0     |
| Copa Chile                    | 2        | 0     |
| Total                         | 61       | 5     |

## Palmarés

### Títulos nacionales
| Título                    | Club                     | País      | Año  |
| ------------------------- | ------------------------ | --------- | ---- |
| Primera Liga de Eslovenia | N. K. Olimpija Ljubljana | Eslovenia | 2023 |
| Copa de Eslovenia         | N. K. Olimpija Ljubljana | Eslovenia | 2023 |
| Primera Liga de Eslovenia | N. K. Olimpija Ljubljana | Eslovenia | 2025 |